# Mikkeline Kierkgaard
Mikkeline Kierkgaard (* 25. Mai 1984 in Hundested, Dänemark) ist eine dänische Eiskunstläuferin und Sängerin.

## Leben
Sie startete zunächst als Einzelläuferin für Dänemark und ist bekannt für ihre enorme künstlerische Ausstrahlung. Ihr dänischer Trainer war Rønne Jensen. Wegen Querelen mit dem dänischen Eiskunstlaufverband wechselte sie im Mai 2002 zum Paarlaufen und startete zusammen mit Norman Jeschke für Deutschland. Ihr Paarlauftrainer in Deutschland war Knut Schubert.
Kierkgaard/Jeschke wurden Dritte der Deutschen Meisterschaften 2004. Wegen einer den Länderwechsel betreffenden ISU-Regel konnten sie international jedoch 2004 nicht an internationalen Meisterschaften teilnehmen. In der Saison 2005 fielen sie wegen Krankheiten und Verletzungen aus. Das Paar arbeitete weiter zusammen in Berlin und bereitete sich dort auf die nächste Saison und die mögliche Olympiateilnahme vor. Mikkeline Kierkgaard besaß jedoch damals noch nicht die deutsche Staatsbürgerschaft, Voraussetzung für einen Start bei den Olympischen Winterspielen. Noch im Sommer 2005 absolvierte das Paar ein Trainingslager im kanadischen Vancouver.
Wegen wiederholter Verletzungen beendete Mikkeline Kierkgaard ihre Eiskunstlaufkarriere im November 2005. Die Verletzungsserie begann schon im Oktober 2002, als Kierkgaard mit dem Eiskunstläufer Florian Just unglücklich zusammenprallte und sich eine schwere Gehirnerschütterung und ein Schädel-Hirn-Trauma zuzog. Kierkgaard/Jeschke konnten wegen dieser vielen Verletzungen nie bei Europa- oder Weltmeisterschaften für Deutschland an den Start gehen.
Sie doubelte Claire Danes bei den Eislaufszenen des Films It’s All About Love des dänischen Regisseurs Thomas Vinterberg.
Wegen des Leistungssports hatte Mikkeline Kierkgaard ihre Schulausbildung abgebrochen. Sie plant die Veröffentlichung ihrer Autobiografie.
Seit 2008 betätigt sich Kierkgaard auch als Sängerin. Ihre erste Single Migratory Bird erschien am 14. Februar 2008.
2008 war sie in 6 Folgen der Serie Alles was zählt zu sehen, in der sie als Gastdarstellerin sich selbst spielte.

## Erfolge/Ergebnisse im Einzellauf

### Olympische Winterspiele
- keine Teilnahme

### Weltmeisterschaften
- 2000 – 11. Rang
- 2001 – 14. Rang

### Europameisterschaften
- 2000 – 7. Rang

### Dänische Meisterschaften
- 2000 – 1. Rang

### Nordische Meisterschaften (Skandinavien)
- 2001 – 1. Rang

### Grand Prix
- 2001 – 8. Rang – Skate America

### Juniorenweltmeisterschaften
- 1998 – 26. Rang
- 1999 – 13. Rang
- 2000 – 12. Rang

### Nordische Juniorenmeisterschaften (Skandinavien)
- 1998 – 1. Rang
- 1999 – 1. Rang

### Nebelhorn-Trophy
- 2001 – 6. Rang

## Erfolge/Ergebnisse im Paarlauf mit Norman Jeschke

### Deutsche Meisterschaften
- 2004 – 3. Rang

### Nebelhorn-Trophy
- 2003 – 6. Rang